# Autoprotease
Eine Autoprotease (Autopeptidase) ist ein Enzym, das sich selbst spalten kann, d. h. sich selbst zum Substrat hat. Die Autoproteasen lösen Peptidbindungen innerhalb des eigenen Moleküls und sind meist spezifisch für besondere Aminosäuresequenzen. Daher werden sie auch der Gruppe der Endopeptidasen zugeordnet.
Die Autoproteasen kommen häufig bei Viren vor, wo sie auch zuerst entdeckt wurden. Durch die Autoproteolyse eines Enzyms wird dieses entweder von einem größeren Vorläuferprotein abgetrennt und dadurch erst freigesetzt (z. B. bei den Flaviviridae und Pestiviridae) oder durch eine autoproteolytische Spaltung erst aktiviert, um ein anderes Peptid als eigentliches Substrat spalten zu können.
Von einigen Autoproteasen ist bekannt, dass sie zusätzlicher zellulärer oder viraler Kofaktoren bedürfen, um eine Aktivierung durch Autoproteolyse einzuleiten. Dies ist z. B. bei der NS2-Protease des Hepatitis-C-Virus beschrieben, die zur autoproteolytischen Spaltung und Aktivierung die NS3-Protease als Kofaktor benötigt. Durch die Abhängigkeit der Aktivierung einer Autoprotease von Kofaktoren spielen sie eine besondere Rolle in der Regulation von Protein-spaltenden Enzymen im Zellstoffwechsel und der Replikation von Viren.